# كاستروبينيانو
كاستروبينيانو (بالإيطالية: Castropignano)‏ هي كومونا في مقاطعة كمبباسة في منطقة مليزة الإيطالية، وتقع على بعد 10 كيلومترات (6 ميل) شمال غرب كمبباسة.